# Êxodo de Mariel

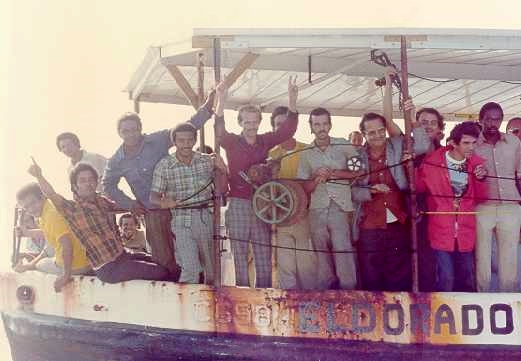
Refugiados cubanos chegando em barcos superlotados durante a crise do Êxodo de Mariel.

O Êxodo de Mariel foi uma emigração em massa de cubanos que partiram de Porto de Mariel para os Estados Unidos entre 15 de abril e 31 de outubro de 1980.
O evento foi precipitado por uma desaceleração acentuada da economia cubana que levou a tensões internas na ilha e uma busca de asilo na embaixada peruana de mais de 10 mil cubanos.
O governo cubano anunciou subsequentemente que qualquer pessoa que queria deixar o país poderia fazê-lo, e um êxodo de barco começou pouco depois. O êxodo foi organizado por cubano-americanos com o acordo do presidente cubano Fidel Castro.
O êxodo começou a ter implicações políticas negativas para o então presidente dos Estados Unidos Jimmy Carter, quando se descobriu que um número dos exilados tinham sido libertados das prisões cubanas e instituições de saúde mental. O êxodo de Mariel acabou por mútuo acordo entre os dois governos envolvidos em outubro de 1980. Mais de 125 mil cubanos haviam feito a viagem para a Florida.

## Êxodo
| Mês                    | Chegadas (#) | Chegadas (%) |
| ---------------------- | ------------ | ------------ |
| Abril (de 21 de Abril) | 7 665        | 6            |
| Maio                   | 86 488       | 69           |
| Junho                  | 20 800       | 17           |
| Julho                  | 2 629        | 2            |
| Agosto                 | 3 939        | 3            |
| Setembro               | 3 258        | 3            |
| Total                  | 124 779      | 100          |

O episódio começou quando, em 1º de abril de 1980, Hector Sanyustiz colocou em prática o plano que planejara secretamente durante meses. Ele embarcou em um ônibus, e junto com outras quatro pessoas (incluindo o condutor), parou várias quadras antes do Setor das Embaixadas no centro de Havana.
O motorista, que também era amigo de Sanyustiz, anunciou que o ônibus havia quebrado e esvaziou o veículo, deixando os outros quatro que estavam a par do plano. Sanyustiz assumiu o controle do ônibus e dirigiu-o através da cerca da embaixada peruana.
Alguns dos guardas cubanos que foram posicionados para vigiar a rua abriram fogo contra o ônibus. Um guarda foi ferido mortalmente no fogo cruzado. Os cinco tomaram medidas desesperadas para pedir asilo político, e o diplomata peruano encarregado da embaixada, Ernesto Pinto-Bazurco, concedeu.
O governo cubano imediatamente pediu ao governo peruano para retornar os cinco indivíduos, afirmando que eles precisavam serem julgados pela morte do guarda. Mas o governo peruano recusou.

## Marielitos notáveis
Refugiados notáveis do êxodo de Mariel ("marielitos"):
- Escritor e laureado pelo prêmio Pulitzer Prize Mirta Ojito
- Cantora lírica Elizabeth Caballero
- Ator de The Real World Pedro Zamora
- Ator Rene Lavan
- Banda de reggae Arawak Jah
- Poeta e novelista Reinaldo Arenas